# パブロ・ガルニエル
パブロ・セバスティアン・ガルニエル（Pablo Sebastián Garnier, 1981年2月26日 - ）は、アルゼンチン・フフイ州サン・サルバドール・デ・フフイ出身のサッカー選手。セントロ・フベントゥード・アントニアーナ所属。ポジションはミッドフィールダー。

## 経歴
2017年1月より、トルネオ・フェデラルA（3部相当）のセントロ・フベントゥード・アントニアーナに加入することが発表された。

## タイトル
アルセナル
- コパ・スダメリカーナ : 2007